# GDebi

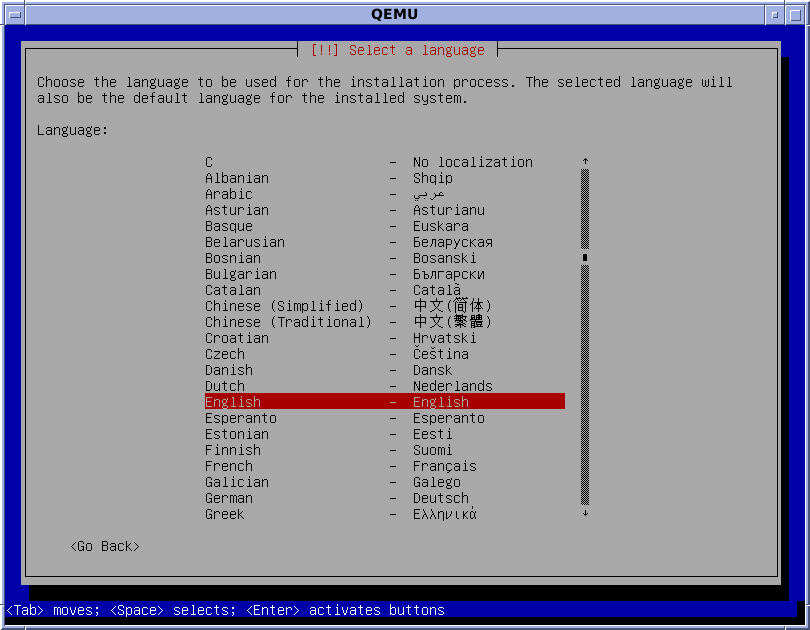
Wersja tekstowa Debian Installer

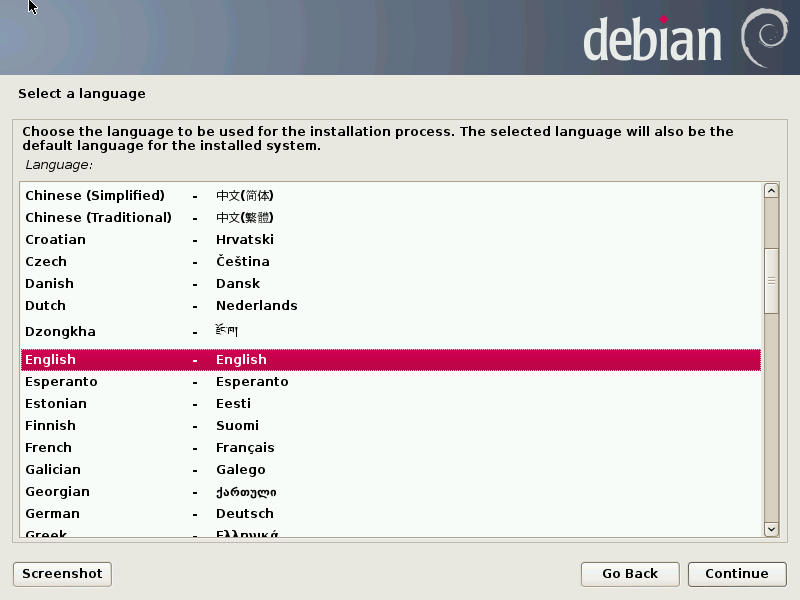
Wersjsa graficzna GDebi

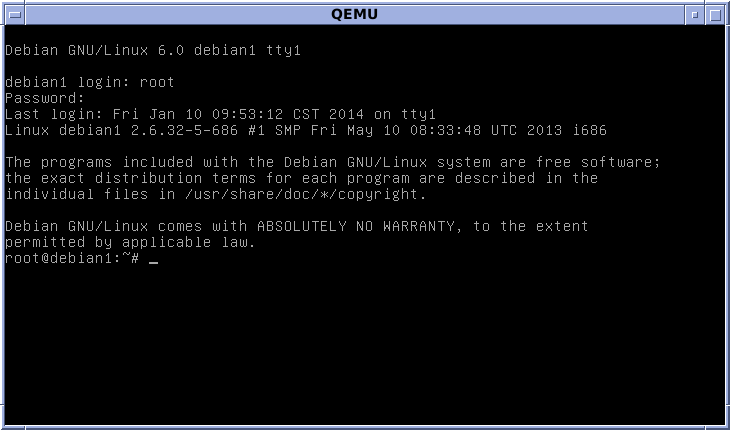
GDebi GNU/Linux panel logowania i wiadomość startowa

Gdebi – narzędzie służące do instalacji pakietów oprogramowania .deb w dystrubucji GNU/Linux Debian i pochodnych jak np. Ubuntu, z którego go wycofano w wersji 11.04.
Można z niego korzystać zarówno za pomocą linii komend, jak i za pomocą interfejsu graficznego obsługiwanego przez GTK.
Został napisany w Pythonie i jest rozpowszechniany na zasadach GNU General Public License (GPL).